# Vitis coignetiae
Vitis coignetiae är en vinväxtart som beskrevs av Pulliat och Planchon. Vitis coignetiae ingår i släktet vinsläktet, och familjen vinväxter. Inga underarter finns listade i Catalogue of Life.